# 3e bataillon de volontaires du Pas-de-Calais
Le 3e bataillon de volontaires nationaux du Pas-de-Calais, était une unité militaire de l’armée française créé sous la Révolution française. Il fut également appelé plus simplement 3e bataillon du Pas-de-Calais.

## Création et différentes dénominations
Le 3e bataillon de volontaires du Pas-de-Calais est formé à 8 compagnies et 1 compagnie de grenadiers du 25 au 29 septembre 1791 à Saint-Omer.
- Compagnie de grenadiers
- 1re compagnie de Boulogne-sur-Mer.
- 2e compagnie d'Aire
- 3e compagnie de Saint-Omer
- 4e compagnie de Saint-Omer
- 5e compagnie de Calais
- 6e compagnie de Calais
- 7e compagnie de Calais
- 8e compagnie d'Ardres

Le 3e bataillon de volontaires du Pas-de-Calais n'est pas amalgamé à l'exception du bataillon de dépôt inclus dans le 1er bataillon provisoire des Côtes-de-Brest, qui est dissous le 7 ventôse An V (25 février 1797) lors de son amalgame pour former la 58e demi-brigade de seconde formation avec :
- 67e demi-brigade de première formation (1er bataillon du 34e régiment d'infanterie (ci-devant Angoulême), 2e bataillon de volontaires de Paris, 11e bataillon de volontaires de la Manche)
- 197e demi-brigade de première formation (1er bataillon du 111e régiment d'infanterie (ci-devant Île-de-Bourbon), 2e bataillon de volontaires de la Seine-Inférieure et 7e bataillon de volontaires de la Somme)
- 2e bataillon du 92e régiment d'infanterie (ci-devant Walsh) (Non amalgamé et qui devait former le noyau de la 168e demi-brigade de première formation)
- 2e bataillon du 111e régiment d'infanterie (ci-devant Île-de-Bourbon) (Non amalgamé et qui devait former le noyau de la 198e demi-brigade de première formation)
- 4e bataillon de volontaires de la Gironde

## Commandants
- 1791-1794 : Jean-Pierre Louis Bruslé de Baubert, lieutenant-colonel en chef, originaire de Saint-Omer.
- 1794-1795 : Augustin Joseph Ignace Aspelly (vers 1764-?), quartier-maître trésorier, originaire de Saint-Omer.
- 1795-1796 : Souviat, capitaine
- 1796-1797 : Terrier, lieutenant

## Historique des garnisons, combats et batailles

### 1791
Le 3e bataillon de volontaires du Pas-de-Calais composé de 571 volontaires des districts de Boulogne, Calais et Saint-Omer, rassemblés à Saint-Omer le 25 septembre, formés en compagnies et organisés en bataillon du 26 au 29 septembre.
 
Il est aussitôt passé en revue et part le 13 novembre, par Aire et Béthune, pour aller prendre ses quartiers d'hiver à Arras. 
 
Il est rattaché à l'armée du Nord en décembre.

### 1792
Après avoir séjourné à Arras, il est « destiné à Saint-Domingue » et se met en route le 4 mai, par Doullens, à destination de Nantes, où il est annoncé le 26 mai, mais où, par suite de divers retards, il n'arrive en fait que le 8 juillet pour s'embarquer le 15, après la revue du commissaire des guerres Jean Baptiste de Poligny.
 
Il finit par partir de Paimboeuf le 18 juillet avec 519 présents et débarque à Saint-Domingue en septembre. 

Bien que décimé par la maladie, il prend part à l'expédition de Donatien de Rochambeau sur Maribaroux et d'Ouanaminthe et enlève, avec le 2e du Morbihan, le fort d'Ouanaminthe le 7 novembre, puis s'établit dans des quartiers d'hiver malsains qui lui coûtent beaucoup de morts par maladie.

### 1793
Le bataillon ne peut empêcher le débarquement à Cap-Français de Thomas Galbaud et assiste impuissant à l'incendie et au pillage de la ville, du 20 au 26 juin.

### 1794
Le 22 septembre le bataillon se trouve réduit à 53 hommes présents sous les ordres du quartier-maitre trésorier Augustin Joseph Ignace Aspelly. Il y a eu depuis son débarquement 312 morts ou tués, 58 soldats sont rentrés en France, 42 ont été destitués, 6 sont partis avec Thomas Galbaud et 20 ont été faits prisonniers.

### 1795
Le 22 octobre, 5 officiers et 15 volontaires, formant le dépôt du bataillon à Brest, sont appelés à entrer dans le 1er bataillon provisoire des Côtes-de-Brest qui sera amalgamé, le 25 février 1797, dans la 58e demi-brigade de deuxième formation.

### 1796-1799
Au 22 septembre 1796, il reste encore à Saint-Domingue 14 officiers et 64 volontaires. Ces débris, successivement aux ordres du quartier-maitre trésorier Augustin Joseph Ignace Aspelly, de Souviat et de Terrier, sont à Port-de-Paix jusqu'en novembre, puis aux Gonaïves et rentrent au Cap-Haïtien, où ils demeurent jusqu'au 12 novembre 1799, date de leur licenciement par Toussaint Louverture.

On ignore leur sort ultérieur, sauf en ce qui concerne quelques officiers (chef Aspelly; quartier-maître Delvallé; capitaine
Souviat; lieutenants Terrier et Decarpentry: sous-lieutenants Lemaître, Crochez et Lemaire), rentrés en France de 1797 à 1799.

## Biographie de personnes ayant servi au 3e bataillon de volontaires de la Seine-Inférieure

### Jean-Pierre Louis Bruslé de Baubert
Jean-Pierre-Louis Bruslé de Baubert est né à Saint-Omer le 20 septembre 1764. Il commence sa carrière militaire en tant que cadet gentilhomme en 1779 dans le régiment de Provence, puis il est nommé sous-lieutenant en 1780 et est démissionnaire 1787. Elu lieutenant-colonel en chef du 3e bataillon du Pas-de Calais le 25 septembre 1791, il passe avec son bataillon à Saint-Domingue. Fait prisonnier lors du siège de Fort-Dauphin il est massacré, au Fort Dauphin avec des colons Français, le 7 juillet 1794, par des ex-esclaves révoltés.